# Gottfried Trümpler

Gottfried Trümpler (1958)

Gottfried Trümpler (* 27. Juli 1889 in Küsnacht; † 30. März 1975 in Männedorf; heimatberechtigt in Küsnacht) war ein Schweizer Chemieingenieur und Hochschullehrer.

## Leben
Gottfried Trümpler war Sohn des Landwirts Heinrich und der Luisa, geborene Kunz. Er ging von 1905 bis 1909 ans Lehrerseminar Küsnacht und studierte von 1909 bis 1913 Chemie am Polytechnikum Zürich bzw. an der heutigen ETH Zürich. Ebenda erlangte er 1913 sein Diplom, 1915 folgte die Promotion. Von 1915 bis 1919 war Trümpler bei den Siemens-Schuckertwerken in Nürnberg in der elektrotechnischen Messtechnik tätig. 1928 heiratete er Johanna Notz, die Tochter von Robert Notz.

## Schaffen
An der ETH Zürich beschäftigte sich Trümpler als Assistent von Emil Baur von 1919 bis 1922 mit Brennstoffketten. 1921 habilitierte er zur Thermodynamik der Gasreaktionen. Ab 1922 war er zunächst Privatdozent und von 1943 bis 1959 ordentlicher Professor für physikalische Chemie. Ferner war er von 1928 bis 1943 Leiter der Forschungsabteilung der Firma Lonza in Visp.
Trümpler gilt als Pionier der Nutzanwendungen der physikalischen Chemie auf technische Verfahren wie die Katalyse und Elektrolyse, auf die er mehrere Patente hat, und später auf dem Gebiet der Elektrochemie, unter anderem zum Thema Passivität der Metalle.

## Werke
- Beiträge zur Theorie der Urano-Uranylsulfatphotoketten. Eidgenössische Technische Hochschule Zürich, Promotionsarbeit, 1915. doi:10.3929/ethz-a-000099609